# Punktskatt

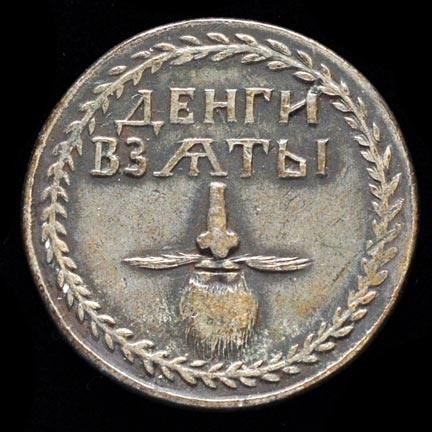
Pollett som kvitto på betald skäggskatt i Ryssland under Peter den store. Innehavaren har rätt att bära skägg.

En punktskatt (historiskt även accis) är en extra indirekt skatt som lagts till på enskilda varor eller varugrupper. Punktskatter införs av flera skäl; för att öka statens inkomster, för att styra konsumtionen i en för staten önskvärd riktning (se pigouviansk skatt) samt för att finansiera kollektiva nyttigheter som är kopplade till förbrukningen av en viss vara.
De tre äldsta och mest kända punktskatterna i Sverige är de på tobak, alkohol och energi.
Punktskatter handläggs av det särskilda skattekontoret i Ludvika.

## Punktskatter i Sverige
- Alkoholskatt
- Avfallsskatt
- Bekämpningsmedelsskatt
- Energiskatt
- Fordonsskatt
- Gödselmedelsskatt
- Koldioxidskatt
- Kärnkraftsskatt
- Lotteriskatt
- Naturgrusskatt
- Reklamskatt
- Skatt på plastbärkassar
- Skatt på trafikförsäkringspremie m.m.
- Skatt på vinstsparande m.m.
- Spelskatt
- Svavelskatt
- Särskild premieskatt för grupplivförsäkring
- Tobaksskatt

## EU och punktskatter
EU har bestämmelser för punktskatt på vissa varor. Bestämmelserna anger en viss lägsta nivå, men de länder som önskar får införa högre punktskatter. Syftet med harmoniseringen av punktskatterna är att underlätta för den inre marknaden. 
EU:s punktskattebestämmelser omfattar energiprodukter (bränslen och elektricitet), alkoholdrycker och tobak. De länder som önskar får införa skatter på andra varor, men skatterna får inte användas för att diskriminera varor från andra EU-länder. 